# Manuel Francisco de Almeida Brandão
Manuel Francisco de Almeida Brandão ComC (Póvoa de Varzim, Beiriz, Casa de Calves, 11 de Janeiro de 1837 - Póvoa de Varzim, Beiriz, Casa de Calves, 4 de Outubro de 1902) foi um empresário e político português.

## Família
Filho primogénito de três filhos e uma filha de Manuel Francisco Brandão (Póvoa de Varzim, Beiriz, Casa de Calves - ?), e de sua mulher (Vila do Conde, Gião, 3 de Maio de 1835) Custódia Rosa de Jesus de Almeida (Vila do Conde, Gião - Póvoa de Varzim, Beiriz, Casa de Calves, 3 de Outubro de 1873). A sua família merece destaque, pela influência e ação benemerente exercida no país, cuja opulência, oriunda do Brasil, se testemunha ainda hoje, nos volumosos e belos casarões na Póvoa de Varzim, e na Quinta de Calves, em Beiriz, Póvoa de Varzim.

## Biografia
Natural da Póvoa de Varzim, onde era figura grata, Brasileiro de torna-viagem, Comerciante na Bahia e grande Capitalista, Senhor da Casa de Calves, em Beiriz, foi Fidalgo Cavaleiro da Casa Real. Não se conhecem quaisquer outras informações biográficas relativas a si.
Foi eleito Deputado em 1879 pelo Círculo Eleitoral Uninominal de Vila do Conde, integrando as listas do Partido Progressista. Efectuou o seu juramento a 14 de Janeiro de 1880. Em São Bento fez parte das Comissões Parlamentares Administrativa de 1880 a 1881 e do Comércio e Artes em 1881. A sua carreira parlamentar foi politicamente irrelevante, começando por enviar para a Mesa uma Representação de 120 pescadores da Póvoa de Varzim, onde estes pediam alguns melhoramentos para a Barra daquela vila, a 24 de Janeiro de 1880. Exactamente um mês mais tarde, foi o Porta-Voz duma outra Representação, desta feita dos fabricantes de lumes de cera da cidade do Porto, que reclamavam medidas proteccionistas para a sua indústria, a 24 de Fevereiro de 1880. Entregou, também, na Mesa uma Proposta de actualização dos montantes a pagar pela emissão de Cartas de Mercê de Comendador, de Oficial e de Cavaleiro, a 20 de Março de 1880, e foi co-autor dum Projecto de Lei que autorizava o Governo a despender 250.000$000 de réis para estudos e melhoramentos nos Portos dos Rios Minho, Ave, Mondego e Tejo, a 1 de Maio de 1880. Seguidamente, mandou para a Mesa uma Representação de 14 Mestres construtores de navios dos estaleiros do Norte do Reino, pedindo que fossem aumentados os direitos de embandeiramento ou diminuídos os direitos de importação de madeiras estrangeiras, a 14 de Maio de 1880. Despediu-se do Parlamento enviando para a Mesa uma Representação dos escriturários da Repartição da Fazenda de Vila do Conde, onde estes pediam aumento de vencimento e facilidades de progressão na carreira, a 11 de Fevereiro de 1881.
Posteriormente, terá sido um dos obreiros da elevação da Póvoa de Varzim a Círculo Eleitoral Autónomo, quando este ganhou a sua alforria em relação ao de Vila do Conde, em 1886.
Foi Presidente da Câmara Municipal da Póvoa de Varzim e eleito Vereador da Câmara Municipal de Lisboa a 16 de Outubro de 1887, para o quadriénio de 1888-1891, pela Maioria Monárquica, Comendador da Real Ordem Militar de Nosso Senhor Jesus Cristo e Par do Reino.
Em sua homenagem foi dado o seu nome à Rua Almeida Brandão, na Freguesia da Lapa, em Lisboa.

## Casamento e descendência
Casou com sua prima-irmã Maria Emília de Almeida Brandão (Póvoa de Varzim, Beiriz, Casa de Beiriz - 1906), filha de António Francisco Brandão (Póvoa de Varzim, Beiriz, 13 de Maio de 1811 - Salvador, 15 de Abril de 1876) e de sua mulher Emília Maria Rosa Rio (22 de Fevereiro de 1820 - 18 de Abril de 1861), de quem teve três filhos e uma filha.
Tio-trisavô de Rui Moreira.